# Roxanne
«Roxanne» (с англ. — «Роксанна») — хит группы The Police, выпущенный в 1978 году как сингл и в составе альбома Outlandos d’Amour. Песня написана от лица человека, полюбившего проститутку.
Лидер группы Стинг написал песню под впечатлением от увиденных в октябре 1977 года проституток у парижского отеля, в котором останавливалась группа. Название песне было дано в честь персонажа пьесы «Сирано де Бержерак».
Изначально песня была задумана в ритме босса-нова, но в итоге был принят вариант Стюарта Коупленда, барабанщика группы, предложившего ритм танго. Во время записи Стинг случайно сел на клавиатуру пианино, и в начале трека сохранился атональный аккорд и смех. Изначально сингл не попал в чарты, но, будучи перевыпущенным в апреле 1979 года, достиг 12-го места в хит-параде Великобритании. Rolling Stone поместил песню на 398-е место в своём списке 500 величайших песен.